# Xorides funiuensis
Xorides funiuensis är en stekelart som beskrevs av Mao-Ling Sheng 2000. Xorides funiuensis ingår i släktet Xorides och familjen brokparasitsteklar. Inga underarter finns listade i Catalogue of Life.